# Hernán Birbrier
Hernán Daniel Birbrier (* 6. ledna 1993) je brazilský zápasník – judista, který na mezinárodní scéně reprezentuje Argentinu.

## Sportovní kariéra
Narodil se do argentinsko-brazilské rodiny. Vyrůstal v Lindóia ve státě São Paulo. S judem začal v pěti letech pod vedením svého otce Gerarda. Připravuje se na předměstí São Paula v São Caetano do Sul. Již v dorosteneckém věku využil původ svého otce ke startu za Argentinu, kde na rozdíl Brazílie není vysoká konkurence v jednotlivých váhových kategoriích. Do roku 2012 startoval v neolympijské váze do 55 kg. V roce 2016 bojoval neúspěšně o možnost startovat na olympijských hrách v Riu v superlehké váze do 60 kg.

## Výsledky
| Turnaj                  | 2009      | 2010      | 2011      | 2012            | 2013            | 2014            | 2015            | 2016            |
| Turnaj                  | 16        | 17        | 18        | 19              | 20              | 21              | 22              | 23              |
| Turnaj                  | muší váha | muší váha | muší váha | superlehká váha | superlehká váha | superlehká váha | superlehká váha | superlehká váha |
| ----------------------- | --------- | --------- | --------- | --------------- | --------------- | --------------- | --------------- | --------------- |
| Olympijské hry          |           |           |           | —               |                 |                 |                 | —               |
| Mistrovství světa       | —         | —         | —         |                 | úč.             | úč.             | —               |                 |
| Panamerické hry         |           |           | —         |                 |                 |                 | 7.              |                 |
| Panamerické mistrovství | —         | —         | 3.        | 3.              | —               | —               | 7.              | 7.              |
| Jihoamerické hry        |           | —         |           |                 |                 | —               |                 |                 |
| MS juniorů              | —         | —         | —         | —               | —               |                 |                 |                 |
| MS dorostenců           | úč.       |           |           |                 |                 |                 |                 |                 |